# Francisco Joaquim Fernandes
Francisco Joaquim Fernandes (Porto, 1869 - Porto, 1923) foi um professor universitário, advogado e Ministro da Justiça português.

## Biografia
Nasceu na cidade do Porto. Frequentou a Universidade de Coimbra, onde se formou em Direito.
Exerceu depois como advogado e como professor na Universidade de Coimbra. Exerceu cargos políticos de grande importância durante o período do Dezembrismo, tendo chegado a ser Ministro da Justiça. O seu mandato iniciou-se em 7 de Janeiro de 1919, como parte do governo de João Tamagnini Barbosa, mas durou apenas algumas semanas, uma vez que em 27 de Janeiro desse ano voltou a ser reformulado o governo por José Relvas, tendo a pasta da justiça sido entregue a Francisco Couceiro da Costa. Aquando da sua nomeação como ministro, Francisco Joaquim Fernandes foi descrito pelo jornal A Capital como um «jurisconsulto illustre» e «um advogado de grande merito, dedicado á predilecta missão de defender os humildes e os oprimidos, das violencias do arbitrio ou das brutalidades da força, e para um advogado, nenhuma mais bella noção do seu papel do que a da defeza, como um dia elloquentemente o demonstrou, n'um processo celebre, esse admiravel causadico que se chamou Jayme Moniz».
Faleceu no Porto, nos finais de 1923.